# Alois Puff

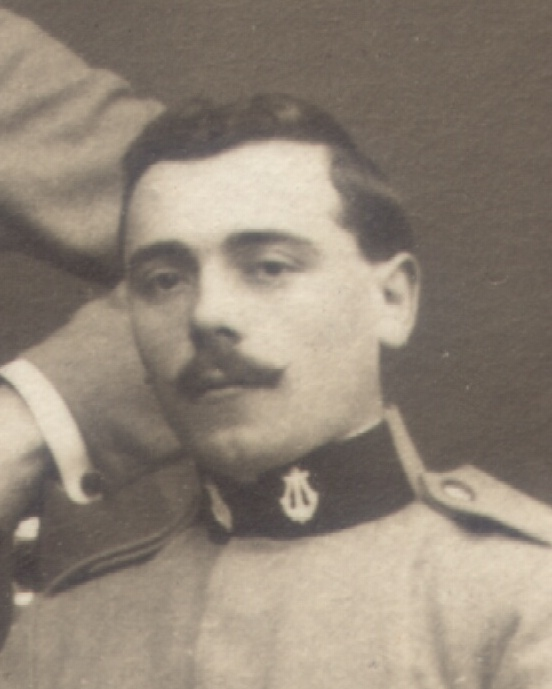
Alois Valentin Puff als Zugsführer/Stabsführer der Militärmusik, 4. Regiment der Tiroler Kaiserjäger, in Bregenz (1911)

Alois Valentin Puff (* 24. Oktober 1890 in Gries bei Bozen, Tirol; † 12. Oktober 1973 in Bozen, Südtirol) war ein Tiroler Kaiserjäger, Südtiroler Politiker des Deutschen Verbandes (DV), Gründungsmitglied der Südtiroler Volkspartei (SVP) und politisch Inhaftierter wegen seiner offenen Ablehnung von Faschismus und Nationalsozialismus.

## Leben
Puff wurde 1890 beim Ortriegler in Guntschna oberhalb von Gries geboren. Seine Mutter, Anna Plattner (* 1853 in Jenesien, † 6. Februar 1900) verstarb plötzlich, als er neun Jahre alt war, und im selben Jahr wurde sein Vater Anton (* 1864; † 1949) wegen einer Hirnhautentzündung in das Krankenhaus nach Innsbruck eingeliefert. Alois und seine Geschwister wurden in Gries bei verschiedenen Pflegefamilien untergebracht.
Im Jahr 1911 machte er die Offiziersausbildung beim 4. Regiment der Tiroler Kaiserjäger in Bregenz. Im Ersten Weltkrieg war er als Zugsführer und Stabsführer der Militärmusik in Galizien und Vielgereuth an der Front. Nach dem Zusammenbruch der Donaumonarchie und dem Kriegsende im Herbst 1918 sollte er sich mit seiner Einheit am 4. November 1918 in italienische Gefangenschaft begeben, entschloss sich aber eigenmächtig, den Rest der verbliebenen Einheit nach Bozen zu bringen, und entging so der Gefangenschaft.
1919 heiratete er Theresia Torggler aus Obermais und bewirtschaftete als Pächter eine kleine Landwirtschaft in Quirein bei Gries.
Er war politisch beim 1919 gegründeten Deutschen Verband (DV) aktiv, dem Zusammenschluss aller deutschen Parteien in Südtirol, und leistete ab 1939 als Mitglied des Südtiroler Andreas-Hofer-Bundes (AHB) politischen Widerstand als  Dableiber und arbeitete gegen die Option in Südtirol. Nach der Besetzung Südtirols durch die deutsche Wehrmacht wurde er am 12. September 1943 von der Gestapo festgenommen und zusammen mit Friedl Volgger als politischer Häftling in Bozen inhaftiert.
Im Februar 1945 wurde er in den Volkssturm in Gossensaß eingezogen und bei einem Fliegerangriff verletzt.
Noch vor Kriegsende organisierte er die restlichen politischen Kräfte in Südtirol und war Gründungsmitglied der Südtiroler Volkspartei (SVP) in Bozen.
Die Alliierte Militärverwaltung ernannte ihn, in der Übergangsphase der provisorischen Verwaltung von Bozen, zum Mitglied im Gemeindeausschuss von 1946 bis 1948.
Am 30. Oktober 1965 wurde er als Vertreter der Südtiroler Weingenossenschaften in den Wirtschaftsausschuss der SVP berufen.

## Verbandstätigkeiten
- Obmann der Kellerei Gries (1930–1973)
- Obmann der Bürgerkapelle Gries (1945–1973)[6]
- Vizeobmann des Verbandes Südtiroler Musikkapellen (1948–1973)
- Präsident des Kellereiverbandes Südtirol (1930–1973)

## Zitat
- „Südtirol soll mit dem Lande Tirol wiedervereinigt und Österreich angegliedert werden.“

## Trivia
Die Verwendung des Alpen-Edelweiß als Parteizeichen des Deutschen Verbands (DV) bei den italienischen Parlamentswahlen im Mai 1921 war eine Idee von Alois Puff und Eduard Reut-Nicolussi. Beide waren ehemalige Kaiserjägeroffiziere und trugen bei jeder Sitzung symbolisch ihre ehemaligen Edelweißabzeichen. Das Emblem wurde später von der Südtiroler Volkspartei und vom Partito Autonomista Trentino Tirolese als Parteisymbol übernommen.